# 1+1: Голливудская история
«1+1: Голливудская история» (англ. The Upside — «Преимущество») — американский комедийно-драматический фильм, ремейк французского фильма «1+1», основанного на реальных событиях. История рассказывает о богатом аристократе Филипе Лакассе, который в результате несчастного случая при полёте на параплане оказывается в инвалидном кресле. В качестве помощника он берёт себе мелкого правонарушителя — Делла Скотта. Главные роли исполняют Брайан Крэнстон и Кевин Харт. Съёмками фильма занималась киностудия The Weinstein Company. Премьера состоялась на Международном кинофестивале в Торонто. Изначально премьера была запланирована на 8 марта 2018 года, но из-за скандалов с Харви Вайнштейном релиз был смещён на 11 января 2019 года. Фильм заработал 122 миллиона долларов по всему миру и получил смешанные отзывы от критиков, которые высоко оценили химию и выступления Харта и Крэнстона, но раскритиковали сюжет за то, что он «предсказуемый и клишированный».

## Сюжет
Фильм открывается сценой, в которой полиция Нью-Йорка останавливает мчавшихся по городу на «Феррари» Делла Скотта (Кевин Харт) и Филипа Лакасса (Брайан Крэнстон), страдающего параличом нижних конечностей. Делл убеждает офицеров в том, что везёт Филипа в отделение неотложной помощи. Филип неохотно подыгрывает, и обоих сопровождают в больницу.
За полгода до описанных событий Делл встречается с инспектором по условно-досрочному освобождению, который сообщает, что Деллу необходимо собрать подписи от работодателей, подтверждающие, что он ищет работу, иначе его задержат в нарушение УДО. В поисках работы молодой человек обращается к Филипу — парализованному богачу, который потерял интерес к жизни. Как раз в это время Филип со своей помощницей проводят собеседование с соискателями на должность «помощника по жизни». Полагая, что некомпетентность Делла поможет ему скорее умереть, Филип предлагает работу, но Делл отказывается. После Делл навещает свою бывшую жену Латрис и сына Энтони, но те не желают принимать бывшего преступника в свою жизнь. Делл отдаёт Энтони книгу, которую ранее украл из библиотеки Лакасса.
Делл принимает предложение Филипа. Ивонн (секретарь Филипа) оговаривает, что прежде Скотт должен доказать, что может справиться с установленными обязанностями и если ему вынесут «три предупреждения», то это приведёт к немедленному увольнению. Несмотря на все указания физиотерапевта Филипа Мэгги, не имеющий должной подготовки Делл очень скоро получает два предупреждения. После Делл покидает рабочее место и навещает семью, чтобы отдать им первую зарплату. Он также просит Латрис вернуть украденную книгу, но она отказывается. По возвращении Ивонн выносит Скотту третье предупреждение за неоправданное отсутствие, но Филип аннулирует его.
Филип просвещает героя о своём отказе от реанимации, и Делл понимает, что мужчина потерял волю к жизни. Однако, когда Филип испытывает приступ и Делл обнаруживает, что тот изо всех сил пытается дышать, он отказывается позволить ему умереть. Делл вывозит Филипа в город, где они вместе курят марихуану, чтобы облегчить психосоматическую боль Лакасса. Постепенно мужчины начинают находить общий язык. Филип рассказывает Деллу, что его парализовало в результате несчастного случая на параплане, а также что ему тяжело пережить потерю жены.
Делл привыкает к заботе о Филипе и даже модифицирует его инвалидное кресло. Филип же, в свою очередь, знакомит Делла с оперой и современным искусством. Более того Скотт рисует собственную картину, которую Филип выставляет в своём пентхаусе. Также благодаря Ивонн Делл знакомится с перепиской Филипа с некоей женщиной по имени Лили, с которой тот находится в эпистолярных отношениях: они никогда не встречались и даже не разговаривали. При поддержке Делла Филип оставляет Лили голосовое сообщение.
Однажды Филип присоединяется к прогулке Делла с его сыном. Трое хорошо проводят время до момента, пока Делл не просит мальчика вернуть чужую книгу. Разочаровавшись в отце, Энтони возвращает книгу и уходит. Делл и Филип возвращаются домой и попадают на вечеринку-сюрприз по случаю дня рождения Лакасса, которую Ивонн организовала с соседями Филипа против его воли. Между Филипом и Деллом разгорается спор, вследствие которого сначала Делл, а после и Филип (руками Делла по собственной просьбе) крушат дорогостоящие подарки, принесённые гостями. Делл и Филип делят косяк, а затем возвращаются на вечеринку. Картер, сосед, которого не любит Филип, обращается к нему с информацией о криминальном прошлом Делла, но Филип игнорирует его слова. Лили звонит Филипу, и они договариваются поужинать вместе.
Перед свиданием в ресторане Филип рассказывает Деллу, что Картер купил картину Скотта за 50 000 долларов, которые Лакасс отдаёт Деллу, чтобы тот смог начать свой собственный бизнес. По прибытии Лили сообщает, что изучала статьи о Лакассе и её не пугает состояние Филипа, после чего позволяет Деллу уйти. В ходе встречи Лили впадает в замешательство перед положением Филипа и бросает бестактные фразы, что до глубины души оскорбляет его и он резко заканчивает свидание. По возвращении домой Филип срывается и увольняет Делла.
Проходит время. Делл покупает Латрис с Энтони новый дом и открывает бизнес по производству моторизованных инвалидных колясок. Мэгги просит Делла помочь Филипу, который впал в депрессию и прогнал Ивонн. Делл берёт Филипа на прогулку, что приводит к столкновению с полицией из начальных кадров фильма. Позднее они сбегают из больницы и начинают прежнее общение. Делл решает удивить Филипа полётом на параплане и сам удивляется, когда его заставляют присоединиться. Также Делл сводит Филипа с Ивонн, давая им возможность возобновить свои отношения, а сам возвращается домой к Латрис и Энтони.

## В ролях
| Актёр                 | Роль                                                          |
| --------------------- | ------------------------------------------------------------- |
| Брайан Крэнстон       | Филип Лакасс парализованный ниже шеи предприниматель          |
| Кевин Харт            | Делл Скотт мелкий преступник, ставший новым помощником Филипа |
| Николь Кидман         | Ивонн Пендлтон персональный ассистент Филипа                  |
| Гольшифте Фарахани    | Мэгги физиотерапевт Филипа                                    |
| Аджа Наоми Кинг       | Латрис бывшая жена Делла                                      |
| Тейт Донован          | Картер сосед Филипа                                           |
| Джахи Ди'Алло Уинстон | Энтони Скотт сын Делла                                        |
| Женевьев Энджелсон    | Дженни Лакасс покойная жена Филипа                            |
| Сюзанна Савой         | Шарлотта повар Филипа                                         |
| Джулианна Маргулис    | Лили Фоули возлюбленная Филипа                                |

## Производство

### Разработка
В июле 2011 года, в дополнение к покупке прав на распространение в англоязычных, скандинавских странах и Китае, The Weinstein Company приобрела права на ремейк «1+1» на английском языке. В июне 2012 года Пол Фиг был назначен режиссёром и сценаристом, на роль Делла рассматривались Крис Рок, Джейми Фокс и Идрис Эльба, на роль Филиппа — Колин Ферт, а Джессика Честейн и Мишель Уильямс — на женскую роль.
К марту 2013 года Фиг покинул проект, Том Шедьяк вёл переговоры о его замене, и Крис Такер рассматривался на роль Делла. В октябре 2014 года Кевин Харт был выбран на роль Делла, а Ферт всё же был назначен на роль Филиппа.
В марте 2016 года было объявлено, что Брайан Крэнстон сыграет Филиппа, заменив Ферта. Саймон Кертис должен был стать режиссёром по сценарию, написанному Фигом. К августу 2016 года Кертис покинул проект. Нил Бёргер был объявлен его заменой. Вместо работы Фига использовался сценарий Джона Хартмира.
В январе 2017 года Николь Кидман и Женевьев Энджелсон присоединились к актёрскому составу фильма, а в феврале 2017 года также были выбраны Аджа Наоми Кинг и Джулианна Маргулис.
2 августа 2017 года название фильма было изменено на The Upside.

### Съёмки
Съёмки начались 27 января 2017 года в Филадельфии. Официальная фотография персонажа Харта была опубликована 30 января 2017 года на его аккаунте Instagram. Первоначально фильм получил рейтинг R от MPAA, но Бёргер и продюсеры фильма сократили его до рейтинга PG-13.

## Выход
Мировая премьера фильма состоялась 8 сентября 2017 года на Международном кинофестивале в Торонто. Первоначально планировалось, что он будет выпущен в СШАЯ 9 марта 2018 года. Однако в январе 2018 года, после скандала с Харви Вайнштейном фильм был удален из графика релизов компанией The Weinstein Company и перенесён на неуказанную дату 2018 года.
В августе 2018 года было объявлено, что STX Entertainment будет сотрудничать с Lantern Entertainment, преемником TWC, для распространения фильма. В феврале 2019 года Amazon Prime Video приобрела международные права SVOD на фильм и выпустила его под лейблом Prime Original на всех территориях, кроме США, Канады и Китая. Он был выпущен в США, Канаде и Китае 11 января 2019 года, 19 апреля в других странах. STX потратила чуть менее 30 миллионов долларов на маркетинг фильма, в том числе 7 миллионов долларов на телевизионную рекламу.

## Восприятие

### Кассовые сборы
Фильм заработал 108,3 миллиона долларов в США и Канаде и 17,6 миллиона долларов в Великобритании, он был выпущен с фильмами «Репродукция» и «Путь домой», а также с широким прокатом фильма «По половому признаку», и первоначально прогнозировалось, что он заработает около 10 миллионов долларов в 3080 кинотеатрах в первый уик-энд. Однако после того, как в первый день он заработал 7 миллионов долларов (включая 1,1 миллиона долларов с предпоказа в четверг вечером), прогноз был увеличен до 19 миллионов долларов. Он заработал в первый уик-энд 20,4 миллиона долларов, став первым фильмом, который сместил «Аквамена» с первого места после трёх недель на первом месте, а также первыми кассовыми сборами для STX Films. Фильм занял второе место в второй уик-энд после фильма «Стекло», заработав 15,7 миллиона долларов. Он продолжал хорошо держаться в следующие два уик-энда, заработав 11,9 миллиона долларов и 8,9 миллиона долларов, в оба разах отставая от «Стекла».

### Отзывы критиков
На Rotten Tomatoes фильм имеет рейтинг 43%, основанный на 191 отзыве, со средней оценкой 5,30 из 10. Консенсус сайта гласит: «Проповедующий, манипулятивный и разочаровывающий клише, „1+1: Голливудская история“ демонстрирует химию Брайана Крэнстона и Кевина Харта, никогда не пользуясь ею в полной мере». На Metacritic фильм имеет рейтинг 46 из 100, основанный на 40 отзывах, что указывает на «смешанные или средние отзывы». Аудитория, опрошенная CinemaScore, поставила фильму среднюю оценку «А» по шкале от A+ до F, а PostTrak сообщил, что кинозрители дали ему 4,5 звезды из 5 и «определённую рекомендацию» в 66%
Ричард Роупер из Chicago Sun-Times написал: «Харт даёт искреннее и относительно сдержанное выступление в роли Делла, но он играет слишком знакомый стереотип фильма».
Скотт Тобиас из Variety, рецензируя фильм после премьеры 2017 года, критиковал его за то, что фильм не смог улучшить оригинал или обновить историю, написав: «Было сделано так мало, чтобы обновить „1+1“ для американской культуры или новой аудитории, что „1+1: Голливудская история“ не имеет целостности как отдельное произведение».
Питер Брэдшоу из The Guardian написал: «Всё дело неправильно оценено и болезненно сладко» и дал ему 1 звезду из 5.